# Морозостійкість (ботаніка)

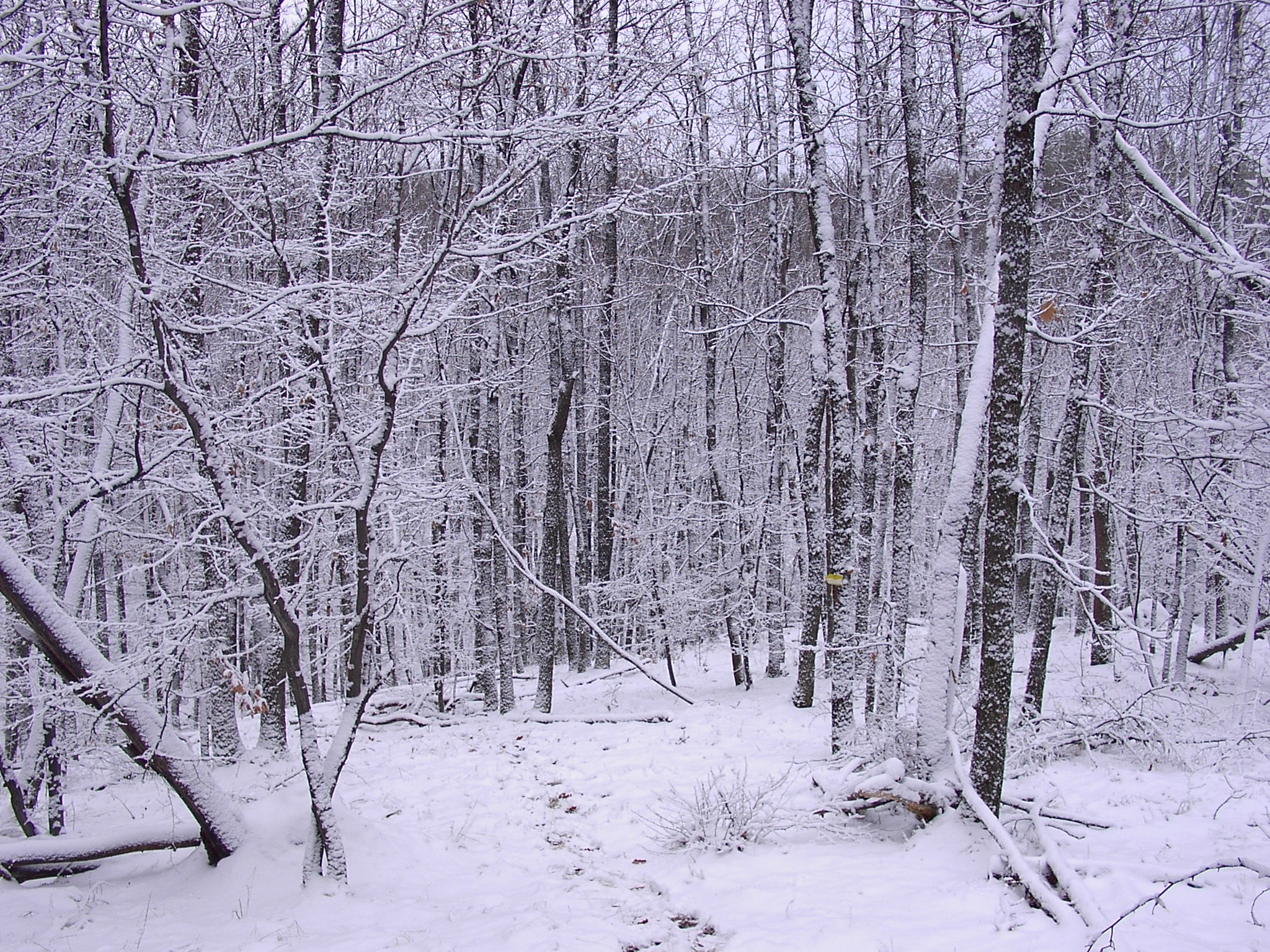

Морозостійкість — здатність рослин переносити без пошкоджень температуру за несприятливих зимових умов.

## Класифікація
Морозостійкість розрізняють абсолютну, яка визначається шляхом встановлення мінімальних негативних температур, які переносяться деревними рослинами без пошкоджень, і відносну, яка оцінює здатність рослин витримувати морози в умовах конкретного району. 
Шкала абсолютної морозостійкості:
- морозостійкі, які переносять зниження температури до -35-50 °С і нижче;
- морозостійкі, які переносять температуру до -25-35 °С;
- помірної морозостійкості, які переносять температуру -15-25 °С;
- не морозостійкі, які переносять температуру до -10-15 °С протягом тривалого часу;
- найменш морозостійкі, що витримують лише короткочасні зниження температури не нижче -10 ° С.

Крім абсолютної шкали для кожного району (регіону) може бути шкала відносної морозостійкості, що враховує кліматичні особливості конкретного регіону.
Морозостійкість встановлюється шляхом щорічного обстеження рослин на наявність морозобійних тріщин і інших ушкоджень, викликаних вкрай низькими температурами, а також їх зіставлення з чисельними значеннями мінімальних температур.